# Neoseiulus eremitus
Neoseiulus eremitus är en spindeldjursart som beskrevs av John Stanley Beard 200. Neoseiulus eremitus ingår i släktet Neoseiulus och familjen Phytoseiidae. Inga underarter finns listade i Catalogue of Life.